# Taufbecken (Huriel)

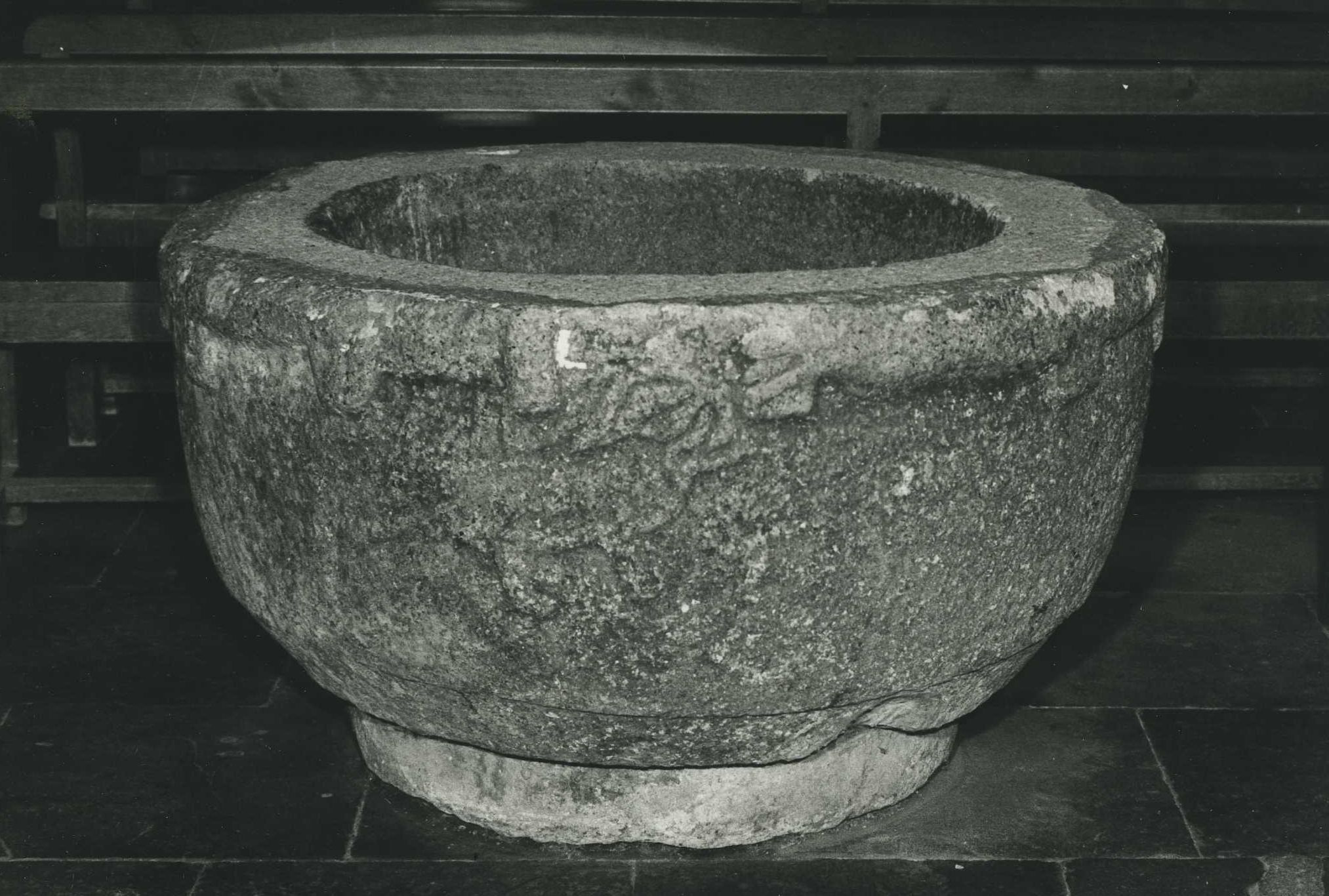
Taufbecken in Huriel

Das Taufbecken in der Kirche Notre-Dame in Huriel, einer französischen Gemeinde im Département Allier der Region Auvergne-Rhône-Alpes, wurde vermutlich im 12. Jahrhundert geschaffen. Das Taufbecken aus Granit ist seit 1985 als Monument historique in die Liste der geschützten Objekte (Base Palissy) in Frankreich aufgenommen.
Das runde Becken besitzt am oberen Rand ein umlaufendes Relief in Form einer Schlange, in das zwölf menschliche Gesichter eingearbeitet sind, die ein enttäuschtes Aussehen haben. Die Schlange hat ihr Maul geöffnet und scheint die Flammen eines Drachen abzuwehren.